# ویکسبرگ (آریزونا)
ویکسبرگ (به انگلیسی: Vicksburg) یک منطقهٔ مسکونی در ایالات متحده آمریکا است که در شهرستان لاپاز، آریزونا واقع شده‌است. ویکسبرگ ۳۷۰٫۱۸ کیلومتر مربع مساحت و ۲٬۳۸۰ نفر جمعیت دارد و ۴۲۳٫۰۷ متر بالاتر از سطح دریا واقع شده‌است.